# Sigrid af Forselles
Sigrid Maria Rosina af Forselles, née le 4 mai 1860 à Lammi (Grand-duché de Finlande) et morte le 16 janvier 1935 à Florence (Italie), est une sculptrice finlandaise.

## Biographie
Sigrid af Forselles est la fille d'Alexander af Forselles. Elle étudie à l'Association des Arts de Finlande de 1876 à 1880 puis reçoit des leçons de Robert Stigell, et se lie d'amitié avec d'autres artistes, notamment Helena Westermarck qui écrira sa biographie en 1937. Par la suite, elle étudie à l'Académie Julian pendant deux ans. Mais l'Académie ne dispensant pas de cours de sculpture, elle rejoint un atelier dirigé par Alfred Boucher, ensuite remplacé par Auguste Rodin. Elle participe, avec Camille Claudel et Jessie Lipscomb, à la réalisation des Bourgeois de Calais. Durant son séjour parisien, elle reste proche d'artistes finlandais, notamment Magnus Enckell, et s'intéresse à l'occultisme. Dans l'atelier de Rodin, elle se lie d'amitié avec Madeleine Jouvray, et les deux femmes se rendent à Florence en 1887. Elle y passera la majeure partie de sa vie.
Vers 1900, elle produit une de ses œuvres majeures, Le développement de l'âme humaine, une série de cinq panneaux de plâtre d'environ 2 mètres sur 2 mètres 50, représentant des thèmes de la mythologie scandinave et du christianisme. Inspirée par la Porte du paradis de Lorenzo Ghiberti, elle espérait voir son œuvre coulée en bronze, ce qui n'est jamais arrivé. Cette série est désormais conservée à la Galerie Nationale de Finlande pour une part, et dans l'église de Kallio pour l'autre part. L’œuvre a été exposée au Salon du Champ-de-Mars, à Paris, entre 1901 et 1903.
Elle est considérée comme la première sculptrice professionnelle finlandaise, et est devenue associée de la Société des Artistes Français en 1901. Une exposition des œuvres de Rodin à Helsinki en 2016 comptait des œuvres d'af Forselles, ainsi que d'Hilda Flodin, une autre sculptrice finlandaise ayant étudié avec lui dans les années 1880.

## Œuvres

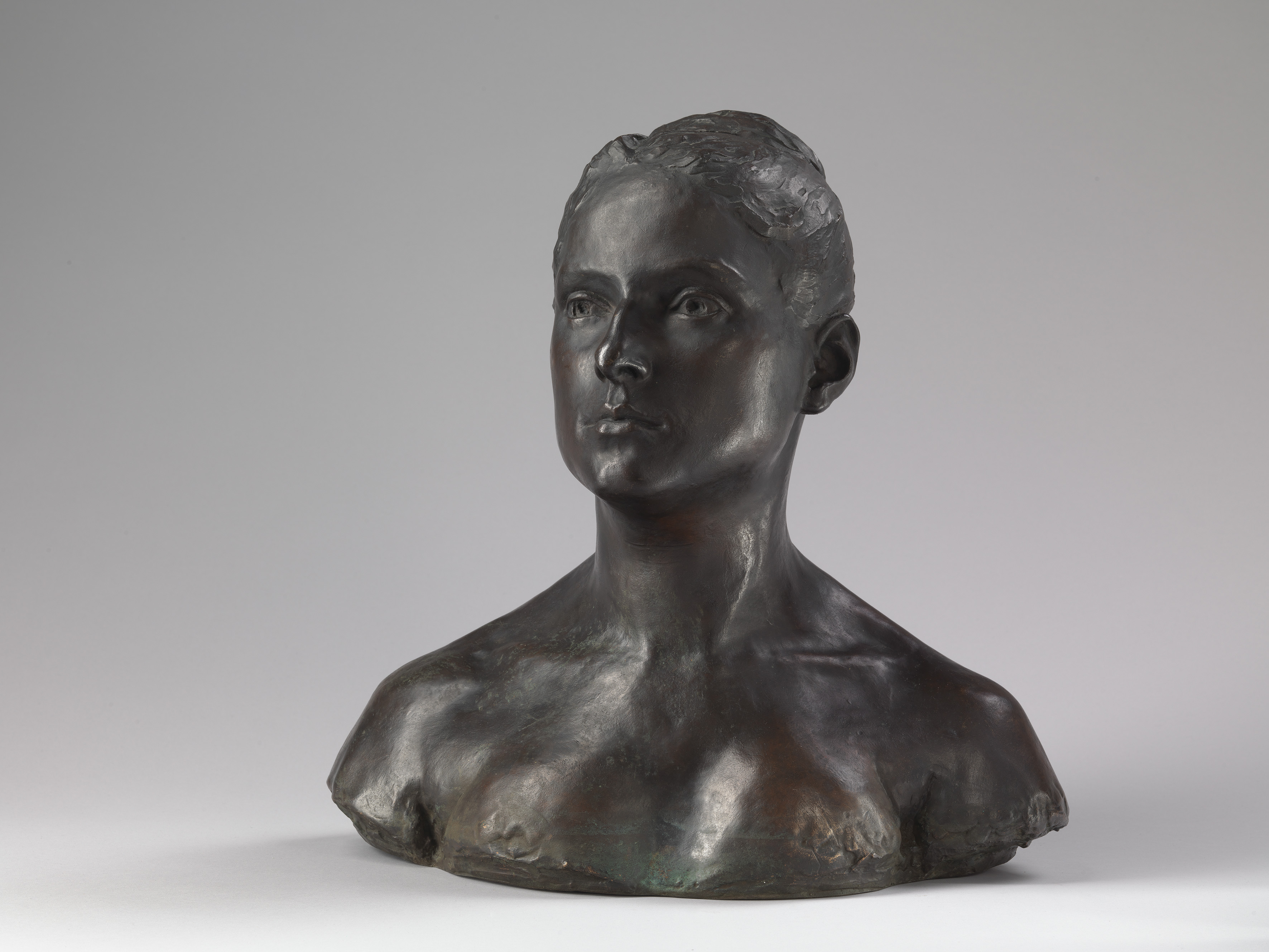
Jeunesse, 1880-89
Moïse, 1898
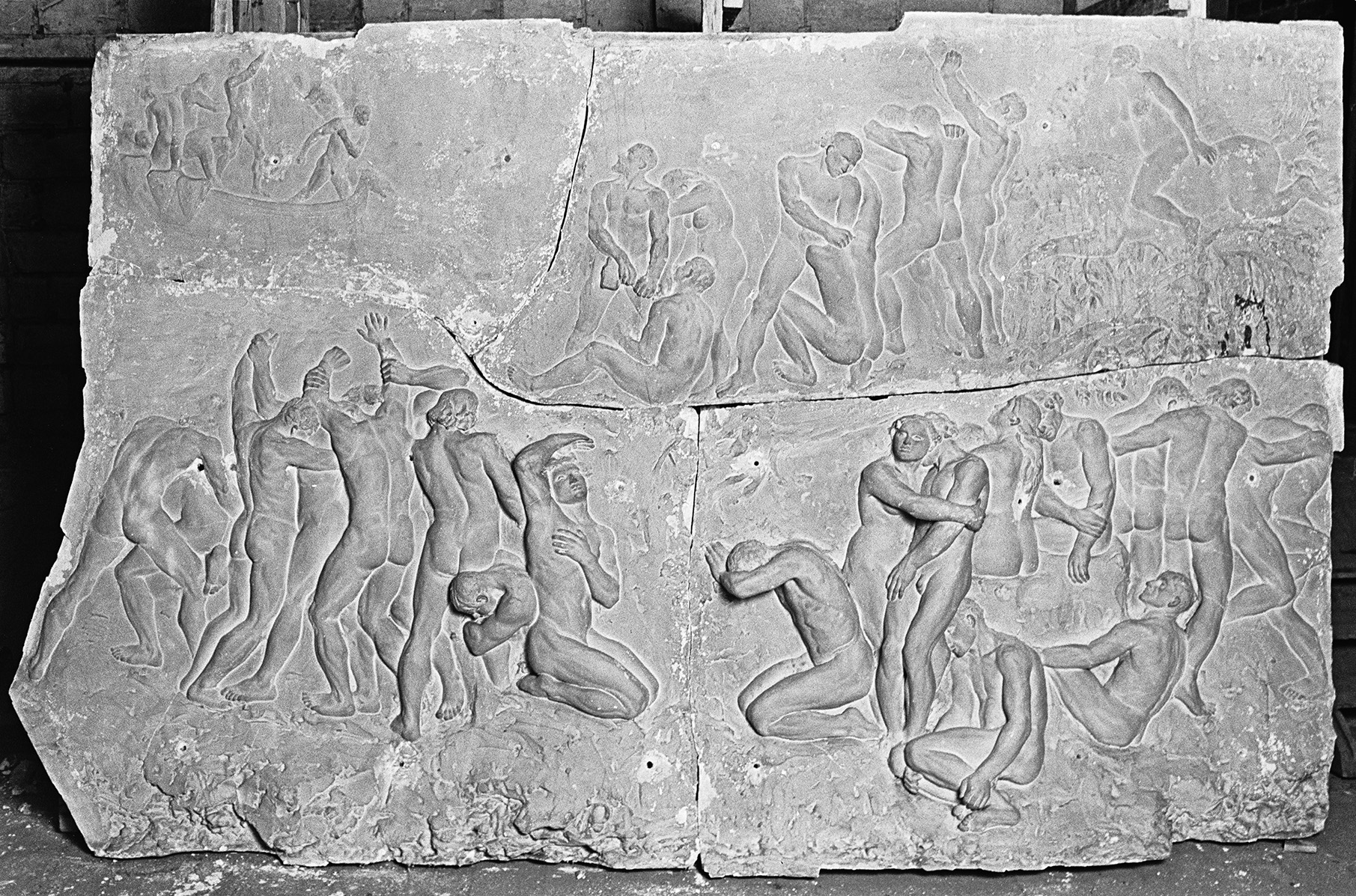
Le Ragnarok (panneau issu du Développement de l'âme humaine), v. 1900
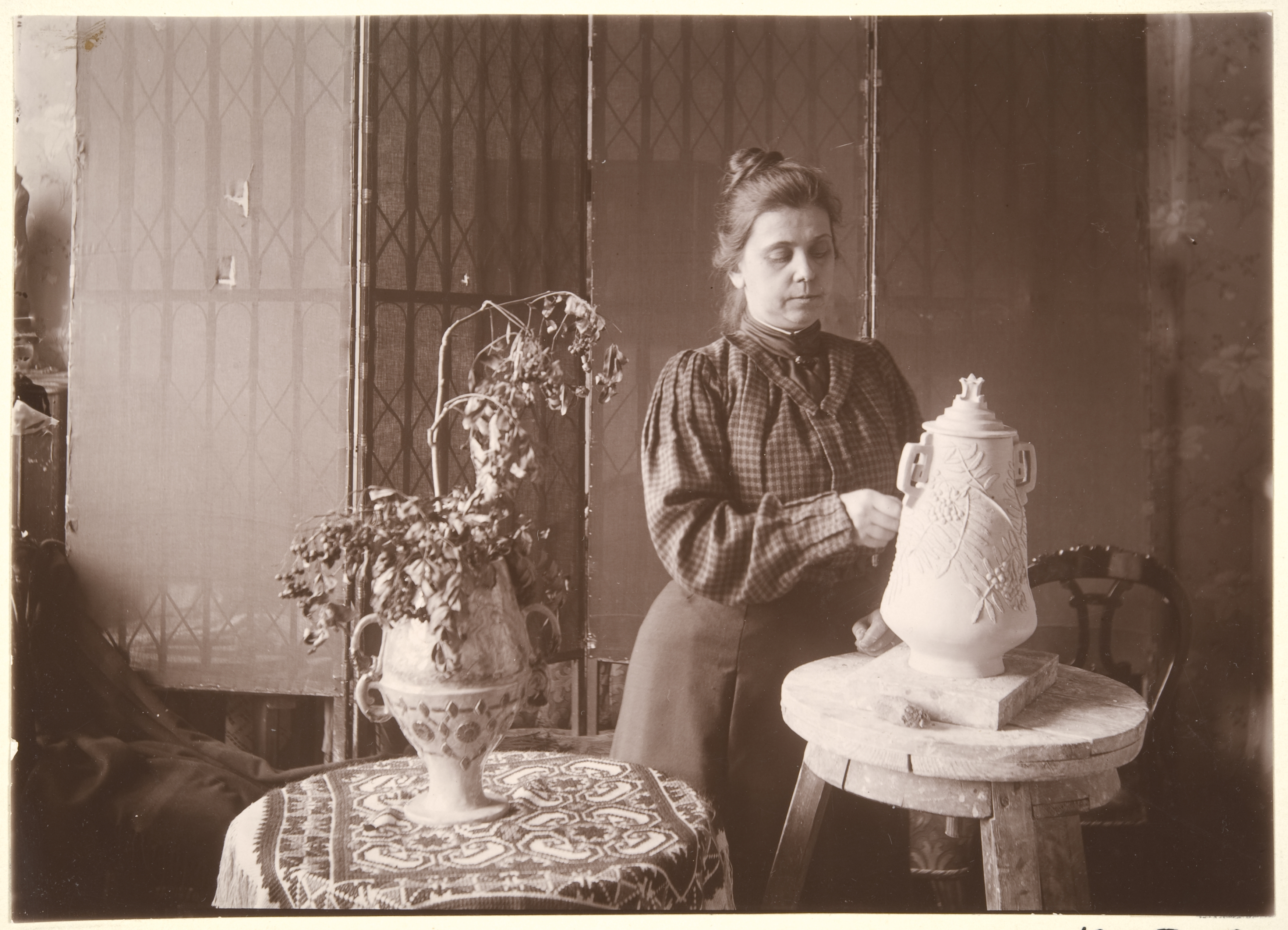
L'artiste dans son atelier, v. 1900